# إليشا كثبيرت
إليشا كثبيرت (بالإنجليزية: Elisha Cuthbert)‏ (ولدت في 30 نوفمبر 1982) هي ممثلة كندية. عُرفت سابقا بتقديمها مسلسل الأطفال الكندي ببيولار ماكنيكاز فور كدز، وبدورها كيم باور في مسلسل 24. كان أول أدوارها في فيلم المستقبل أولد سكول تبعه ذا غريل نكست دور. كما كانت ذات أدوار بطولية في فيلم 2005 هاوس أوف واكس، وفيلم الرعب كابتيفتي. وفيلم بيت من الشمع وفيلم الفتاة المجاورة في عام 2004 وجيبرز كريبرز مع جايدن فيليبس وشباب لوس أنجلوس مع ممثلين مشهورين كما أنها ظهر في أغنية مع جايدن فيليبس و ظهرت مع جايدن مارتيل وهي مقيمة حاليا في لوس انجلوس الامريكيه وهي ممثلة في هوليوود وزوجة الاعب الكندي ديون فانوف

## بداية حياتها
ولدت إليشا في مدينة كالغاري في مقاطعة ألبرتا في كندا، كابنة لربة المنزل باتريشيا، ومهندس تصميم السيارات كيفن. لديها شقيقان أصغر جوناثان ولي-آن. عاشت في غرينفيلد بارك، كوبيك بالقرب من مونتريال في مقاطعة كوبيك. تخرجت من مدرسة الذكرى المئوية الثانوية في عام 2000، ثم انتقلت إلى لوس أنجليس لمزاولة العمل الوظيفي.

## الأعمال

### أفلام
- الحب الحقيقي (2003)
- الفتاة المجاورة (2004)
- بيت من الشمع (2005)
- العبودية (2007)
- فقط قبل أن أرحل (2014)

### مسلسلات
- هل انت خائف من الظلام؟ (1999–2000)
- 24 (2001–2010)
- ماد تي في (2004)
- فاميلي غاي (2008)
- النهايات السعيدة (2011–13)
- المزرعة (2016–2020)

## روابط خارجية
- إليشا كثبيرت على موقع IMDb (الإنجليزية)
- إليشا كثبيرت على موقع ميتاكريتيك (الإنجليزية)
- إليشا كثبيرت على موقع روتن توميتوز (الإنجليزية)
- إليشا كثبيرت على موقع قاعدة بيانات الأفلام العربية
- إليشا كثبيرت على موقع ألو سيني (الفرنسية)
- إليشا كثبيرت على موقع تيرنر كلاسيك موفيز (الإنجليزية)
- إليشا كثبيرت على موقع أول موفي (الإنجليزية)
- إليشا كثبيرت على موقع قاعدة بيانات الأفلام السويدية (السويدية)
- إليشا كثبيرت على موقع إن إن دي بي (الإنجليزية)
- إليشا كثبيرت على موقع قاعدة بيانات الفيلم (الإنجليزية)